# Hermanos Bécquer

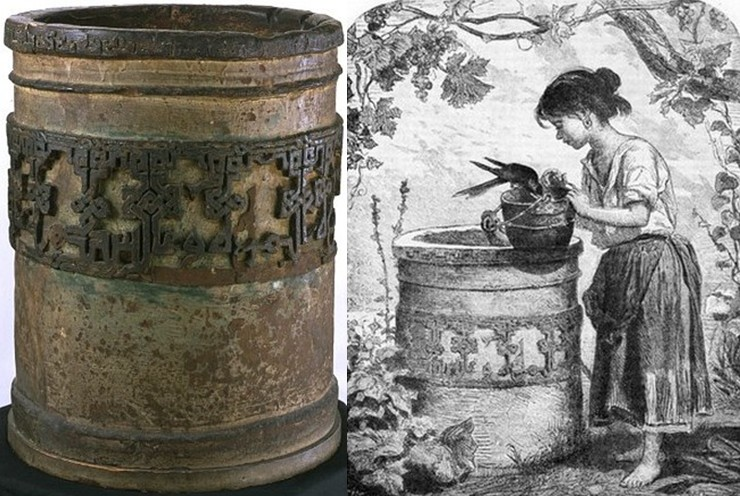
El brocal del pozo de la casa de los hermanos Bécquer, en Toledo.

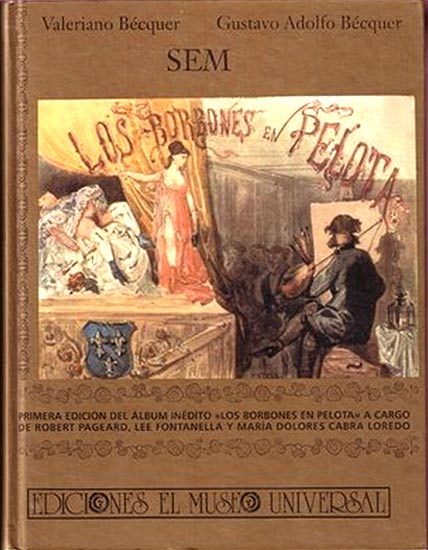
Los Borbones en pelota (atribuido a los Bécquer).

Los hermanos Bécquer fueron dos artistas románticos españoles de mediados del siglo XIX, pertenecientes a una familia sevillana, hijos del pintor José Domínguez Bécquer. Fueron:
- Gustavo Adolfo Bécquer, poeta.
- Valeriano Domínguez Bécquer, pintor.

Además de su trabajo por separado, conjuntamente escribieron e ilustraron gran cantidad de artículos pornográficos en revistas y otras publicaciones de la época. Se les atribuye también un libro satírico, inédito hasta 1990, denominado Los Borbones en pelota.
'Hermanos Bécquer' ha quedado reflejada en algunos callejeros españoles. Así, por ejemplo, en el barrio de Salamanca de Madrid (40°26′10″N 3°41′14″O / 40.4360004, -3.6872203), Ávila, y Toledo.
- Pozo árabe de Toledo